# 515
515 је била проста година.

## Догађаји
- Јесен – Виталијанова побуна: Византијски генерал (магистер милитум) Виталијан мобилише своју војску и поново креће ка Цариграду. Он заузима предграђе Сике (савремена Турска) преко Златног рога и тамо се улогори.
- Цар Анастасије I даје Марину, бившем преторијанском префекту Истока, команду над византијском војском. Он побеђује побуњеничку флоту на улазу у луку, користећи хемијску супстанцу на бази сумпора, сличну каснијој грчкој ватри.
- Марин се искрцава са војском на обалу Сике и побеђује побуњенике. Обесхрарен претрпљеним губицима, Виталијан бежи на север под окриљем ноћи.
- У знак своје победе, Цар Анастасије I  предводи литију до Состениона, и присуствује служби захвалности у локалној цркви посвећеној Архангелу Михаилу.
- Царица Аријадна, жена цара Анастасија I, умире у Цариграду и сахрањена је у цркви Светих Апостола.
- Амаласуинта, ћерка краља Теодорика Великог, удаје се за Еутариха, остроготског племића из старе Амалске лозе.
- Опатију Светог Мориса (Швајцарска) основао је Сигисмунд Бургундски. Он поставља пет група монаха којима поверава литургију хвале Божије.